# گزاف‌گویی (فیلم)
جهش یا بانس (به انگلیسی: Bounce) یک فیلم سینمایی آمریکایی در ژانر فیلم عاشقانه محصول سال ۲۰۰۰ به نویسندگی و کارگردانی دان روس است. در این فیلم بازیگرانی همچون بن افلک، گوئینت پالترو، تونی گلدوین، ناتاشا هنستریج، جنیفر گری، لیزا جوینر، کارولین آرون، الکس لینز، دیوید دورفمن، جو مورتون، دان آمندولیا و جانی گالکی ایفای نقش کرده‌اند.